# The Secret (Byron Preiss)
The Secret é um livro do género caça ao tesouro iniciado por Byron Preiss em 1982. Foram enterradas doze caixas de acrílico em locais secretos nos Estados Unidos e no Canadá. Desde 1982 até hoje apenas três das doze caixas foram encontradas.

## Livro
As pistas de onde os tesouros foram enterrados são fornecidas por um livro de quebra-cabeças chamado The Secret, produzido por Byron Preiss e publicado pela primeira vez pela Bantam Books em 1982. O livro foi escrito por Sean Kelly e Ted Mann e ilustrado por John Jude Palencar, John Pierard e Overton Loyd. Os JoEllen Trilling, Ben Asen e Alex Jay também contribuíram para o livro. Uma versão em japonês foi publicada em 1983, e a versão em inglês foi reeditada em 2014 pela ibooks, agora chamada Apple Books. O livro contém 12 imagens e 12 versos, cada imagem deve estar ligada a um verso, com as informações que eles contêm usadas para localizar um "casco do tesouro" enterrado.

## Caixas do tesouro
Até hoje apenas três das doze caixas do tesouro foram encontradas. A primeira foi encontrada em Chicago, Illinois, a segunda em Cleveland, Ohio e a mais recente foi encontrada em Boston, Massachusetts. As restantes nove caixas ainda não foram encontradas. A terceira caixa do tesouro encontrada em Boston foi filmada para o programa de televisão Expedition Unknown do Discovery Channel e foi para o ar no dia 30 de Outubro de 2019.
| Imagem nº | Verso nº | Verso de abertura                  | Estado           | Localização (resolvido ou provável) | Referências   |
| --------- | -------- | ---------------------------------- | ---------------- | ----------------------------------- | ------------- |
| 1         | 7        | At stone wall's door               | Não resolvido    | São Francisco, Califórnia           | [ 8 ] [ 9 ]   |
| 2         | 6        | Of all the romance retold          | Não resolvido    | Charleston, Carolina do Sul         | [ 10 ]        |
| 3         | 11       | Pass two friends of octave         | Não resolvido    | Ilha de Roanoke, Carolina do Norte  | [ 11 ]        |
| 4         | 4        | Beneath two countries              | Resolvido (2004) | Cleveland, Ohio                     | [ 12 ] [ 13 ] |
| 5         | 12       | Where M and B are set in stone     | Resolvido (1983) | Chicago, Illinois                   | [ 14 ] [ 15 ] |
| 6         | 9        | The first chapter Written in water | Não resolvido    | Saint Augustine, Flórida            | [ 16 ] [ 17 ] |
| 7         | 2        | At the place where jewels abound   | Não resolvido    | Nova Orleães, Louisiana             | [ 18 ] [ 19 ] |
| 8         | 1        | Fortress north Cold as glass       | Não resolvido    | Houston, Texas                      | [ 20 ] [ 21 ] |
| 9         | 5        | Lane Two twenty two                | Não resolvido    | Montreal, Canadá                    | [ 22 ]        |
| 10        | 8        | View the three stories of Mitchell | Não resolvido    | Milwaukee, Wisconsin                | [ 23 ] [ 24 ] |
| 11        | 3        | If Thucydides is North of Xenophon | Resolvido (2019) | Boston, Massachusetts               | [ 25 ] [ 26 ] |
| 12        | 10       | In the shadow Of the grey giant    | Não resolvido    | Nova Iorque, Nova Iorque            | [ 27 ]        |

## Variantes do livro The Secret
| Ano  | ISBN                   | Língua  | Formato   | Editora                  |
| ---- | ---------------------- | ------- | --------- | ------------------------ |
| 1982 | ISBN 0-553-01408-0     | Inglês  | Brochura  | Bantam Books             |
| 1982 | ISBN 0-553-01408-0     | Inglês  | Capa dura | Bantam Books             |
| 1983 | 0276-831122-7339       | Japonês | Brochura  | Futami-shobo             |
| 2014 | ISBN 978-1-59687-444-2 | Inglês  | Capa dura | ibooks.com (Apple Books) |
| 2014 | ISBN 978-1-59687-401-5 | Inglês  | Brochura  | ibooks.com (Apple Books) |